# Philodromus triangulatus
Philodromus triangulatus es una especie de araña cangrejo del género Philodromus, familia Philodromidae. Fue descrita científicamente por Wu & Song en 1987.